# Gunnar de Frumerie

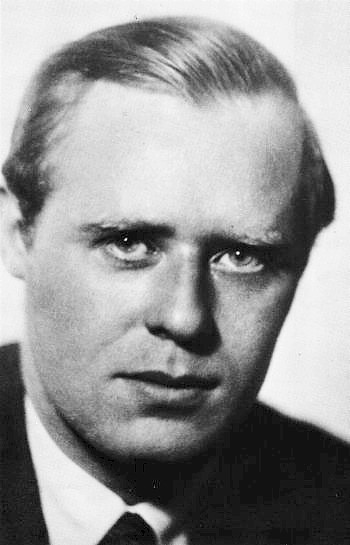
Gunnar de Frumerie (um 1935)

Per Gunnar Fredrik de Frumerie (* 20. Juli 1908 in Nacka; † 9. September 1987 in Täby) war ein schwedischer Pianist und Komponist.

## Leben
Gunnar de Frumerie studierte am Konservatorium von Stockholm bei Ernst Henrik Ellberg und Lennart Arvid Lundberg, dann in Wien bei Emil von Sauer und schließlich am Conservatoire de Paris bei Alfred Cortot. Seit 1945 unterrichtete er Klavier an der Königlichen Musikhochschule Stockholm.
Er komponierte eine Oper (Singoalla, 1940), ein Ballett (Johannesnatten, 1948), ein Melodram, zwei Klavierkonzerte, ein Doppelkonzert für zwei Klaviere, ein Violin- und ein Trompetenkonzert, ein Hornkonzert, Op. 70, ein Cellokonzert op. 81 (als op. 82 auch für Posaune bearbeitet), zwei Flötenkonzerte, kammermusikalische Werke, Klavierstücke, Chöre und Lieder. 
Sein bekanntestes Werk ist die neoklassizistische Pastoral-Suite für Flöte, Harfe und Streichorchester op. 13.
Gunnar de Frumerie war der Bruder der Cellistin Carin de Frumerie-Luthander.